# Banjšice
Banjšice so naselje v Mestni občini Nova Gorica.
Sestavlja jih več zaselkov, med njimi Breg, Lohke, Ošlakarji, Mrcinje, Trušnje, Podlešče, Raven, Kuščarji in Krvavec.